# U-Japan
u-Japan（ユー・ジャパン）は、総務省が実施するユビキタスネット社会実現に向けた政策。2009年10月終了。

## 概要
2004年7月、内閣官房で主導する「e-Japan戦略」の後継戦略として、総務省がユビキタスネット社会実現に向けた政策として発表した。
第2次小泉内閣の総務大臣である麻生太郎の提案により具体化した。
e-JapanがIT（情報技術）戦略であるのに対し、u-Japanではこれに「Communication」（通信）を加え、ICT（情報通信技術）の構築を打ち出しており、韓国のICT戦略であるu-Koreaからの影響を強く受けた内容になっている。
u-Japanは、「ユビキタスネットワーク整備」、「ICT 利活用の高度化」、「安心·安全な利用環境の整備」という3つの方向性で議論および検討がなされている。
2008年7月3日には、u-Japan政策を一部見直し、ICTを徹底活用することで地域格差の是正や国際競争力強化を図るため、総務省の懇談会である「ICT成長力懇談会」がその最終報告書として「“xICT”ビジョン」を取りまとめている。